# Al Jochim
Al Jochim (Berlín, Alemania, 12 de junio de 1902-Lodi (Nueva Jersey), Estados Unidos, marzo de 1980) fue un gimnasta artístico nacido alemán nacionalizado estadounidense, subcampeón olímpico en Los Ángeles 1932 en el concurso por equipos.

## Carrera deportiva
En las Olimpiadas de Los Ángeles 1932 ganó la plata en el concurso por equipos, quedando situados por detrás de los italianos y por delante de los finlandeses, y siendo sus compañeros de equipo: Frank Cumiskey, Frank Haubold, Fred Meyer y Michael Schuler. Asimismo ganó la plata en la competición de salto de potro, quedando en el podio tras el italiano Savino Guglielmetti y por delante de su compatriota Ed Carmichael.
| Predecesor: Morgan Taylor Los Ángeles 1932 | Abanderado de los Estados Unidos en los JJ. OO. de verano Berlín 1936 | Sucesor: Ralph Craig Londres 1948 |